# Say No Mo
Say No Mo (стилизовано как SAY NO MO) — третий мини-альбом российского и испанского хип-хоп-исполнителя kizaru, выпущенный 27 декабря 2019 года на лейблах HAUNTED FAMILY / Sony Music Entertainment и спродюсированный Aarne, DASPACEBOY, Kid Hazel &YG Woods. Это второй музыкальный релиз kizaru за 2019 год, после Karmageddon, выпущенного в августе.

## Предыстория
19 сентября 2019 года kizaru сообщил в Твиттере, что работает над новым мини-альбомом.
22 сентября 2019 года в Instagram опубликовал отрывок песни, в дальнейшем названной «Евгений Онегин».
6 октября 2019 года опубликовал отрывок второго трека.
17 октября 2019 года опубликовал ещё один отрывок нового трека, а также сообщил приблизительное количество треков.
3 января 2020 года вышел музыкальный клип на песню «Message», срежиссированный kizaru и Никитой Замойским. По сюжету клипа в kizaru влюбляется девушка, которая смотрит его выступление в ресторане.

## Список треков
Все тексты написаны kizaru.
| №  | Название             | Продюсер(ы)        | Длительность |
| -- | -------------------- | ------------------ | ------------ |
| 1. | «Евгений Онегин»     | YG Woods           | 3:37         |
| 2. | «Из болота и трясин» | DASPACEBOY         | 2:41         |
| 3. | «Message»            | DASPACEBOY & Aarne | 2:51         |
| 4. | «Say No Mo»          | Kid Hazel          | 1:58         |
| 5. | «Карусель»           | Kid Hazel          | 1:55         |

## Чарты
| Чарты (2020)         | Высшая позиция |
| -------------------- | -------------- |
| Россия (Apple Music) | 2              |

| Чарты (2019-20)        | Песня          | Высшая позиция |
| ---------------------- | -------------- | -------------- |
| Россия (YouTube Music) | Message        | 5              |
| Zvooq.online           | Message        | 10             |
| ВКонтакте              | Евгений Онегин | 16             |